# Angelika Westermann
Angelika Westermann (* 1945 in Gießen) ist eine deutsche Historikerin, die sich vor allem mit Montangeschichte im deutschen Sprachraum sowie mit angrenzenden Themen der Wirtschafts- und Sozialgeschichte befasst.

## Leben
Nach einer Phase der beruflichen Selbständigkeit begann Angelika Westermann 1982 das Studium der Fächer Geschichte, Deutsch und Politikwissenschaften an der Pädagogischen Hochschule Karlsruhe. Im Jahr 1993 schloss sie ihre Dissertation zur Problematik der Vorderösterreichischen Montanwirtschaft im 16. Jahrhundert ab, die mit einem Sonderpreis des ABB-Wissenschaftspreises ausgezeichnet wurde. Ihre Habilitation zur Geschichte der Montanregion Vorderösterreich in der Frühen Neuzeit wurde durch die Deutsche Forschungsgemeinschaft unterstützt.
Darauf folgten Lehraufträge an verschiedenen Hochschulen sowie Vertretungen von Professuren an der Pädagogischen Hochschule Heidelberg und an der Universität Hannover.
Westermann hat eine Professur im Bereich Wirtschafts- und Sozialgeschichte an der Christian-Albrechts-Universität zu Kiel inne.
Sie war bis zu dessen Tod im Jahr 2015 mit dem Historiker Ekkehard Westermann verheiratet. Das Paar hat zahlreiche gemeinsame Arbeiten veröffentlicht.

## Schriften
- als Herausgeberin gemeinsam mit Stefanie von Welser: Person und Milieu. Individualbewusstsein? Persönliches Profil und soziales Umfeld, Husum 2013. ISBN 978-3-7868-5304-6
- Montangeschichte der Frühen Neuzeit und die Symbolphilosophie Ernst Cassierers. Ein Beitrag zur Wirtschafts- und Sozial- und Kulturgeschichte, in: Jeanette Granda/Jürgen Schreiber (Hrsg.): Perspektive durch Retrospektive. Wirtschaftsgeschichtliche Beiträge. Festschrift Rolf Walter zum 60. Geburtstag, Köln 2013, S. 73–85
- als Herausgeberin gemeinsam mit Stefanie von Welser: Beschaffungs- und Absatzmärkte oberdeutscher Firmen im Zeitalter der Welser und Fugger, Husum 2011
- Die Vorderösterreichischen Montanregionen in der Frühen Neuzeit (Beiheft der Vierteljahrschrift für Sozial- und Wirtschaftsgeschichte), Stuttgart 2009
- als Herausgeberin gemeinsam mit Ekkehard Westermann: Streik im Revier. Unruhe, Protest und Ausstand vom 8. bis 20. Jahrhundert, St. Katharinen 2007
- Bergordnungen in Vorderösterreich und Württemberg in der Frühen Neuzeit, in: Wolfgang Ingenhaeff/Johann Bair: Bergbau und Recht, Innsbruck 2007, S. 287–301
- Zentralität und Funktionalität: Überlegungen zur Bedeutung der Bergbauorte in den Montanregionen Vorderösterreichs in der Frühen Neuzeit, in: Karl Heinrich Kaufhold, Wilfried Reininghaus (Hrsg.): Stadt und Bergbau, Köln 2004
- Das Lebertal in der frühen Neuzeit. Herrschaftsgrenzen in einer Wirtschaftsregion, in Jürgen Schneider (Hrsg.): Natürliche und politische Grenzen als soziale und wirtschaftliche Herausforderung, Stuttgart 2003, S. 43–65
- Vom adligen Bergvogt zum landesherrlichen Bergrichter. Sozialer Aufstieg durch Fachkompetenz in der Vorderösterreichischen Montanverwaltung in der Frühen Neuzeit, in: Günther Schulz (Hrsg.): Sozialer Aufstieg. Funktionseliten im Spätmittelalter und in der Frühen Neuzeit, München 2002, S. 387–412